# 西枝一江
西枝 一江（にしえだ いちえ、1901年〈明治34年〉12月20日 - 1973年〈昭和48年〉3月15日）は、日本の弁理士、実業家。宮木電機製作所第2代社長、元京セラ取締役。

## 略歴
新潟県西蒲原郡味方村大字西白根（現 新潟市南区西白根）の浄土真宗大谷派・願信寺の西枝正観の四男として出生。
1920年（大正9年）3月に新潟中学校を4年で修了（四修）、1923年（大正12年）3月に新潟高等学校を卒業、1927年（昭和2年）3月に京都帝国大学工学部電気工学科を卒業。
1927年（昭和2年）に京都府京都市下京区福稲岸ノ上町（現 京都市東山区）の碍子製造会社・松風工業に入社したが、社長と何度も衝突し、昭和恐慌の影響で人員整理の対象となり、1930年（昭和5年）に退社。
1930年（昭和5年）9月に弁理士として登録、京都市東山区に開業、数年後に京都市上京区に西枝特許事務所を移転。
1943年（昭和18年）10月に京都帝国大学工学部電気工学科の同級生で松風工業の同僚でもあった青山政次の仲介により、京都市中京区の産業用電気機器製造会社・宮木電機製作所に取締役として入社、専務取締役に就任、1959年（昭和34年）4月にファインセラミックス製造会社・京都セラミツク（現 京セラ）の創業とともに取締役に就任、1968年（昭和43年）に宮木電機製作所第2代取締役社長に就任、1969年（昭和44年）1月に代表取締役に就任。
稲盛和夫の京セラの創業に際して京都御所の近くの自分の家屋敷を担保に京都銀行から1000万円を借りて運転資金として提供した。また、京セラの陰の指導者として京セラの幹部の育成に尽力した。
1973年（昭和48年）3月15日午前1時30分ごろに死去、71歳没。宮木電機製作所と京セラによる合同社葬が執り行われた。
稲盛和夫は西枝一江の霊前で次のように語っている。

## 役職
- 日本電機工業会評議員
- 関西経営者協会理事

## 関連人物
- 西片擔雪 - 遠い親戚、禅僧、臨済宗妙心寺派第31代管長。西枝一江の家で書生をしていた[4][23][24]。
- 林重憲 - 養子の実父、京都帝国大学工学部電気工学科の同級生、電磁気学者、京都大学名誉教授、京都大学工学研究所第8代所長、応用科学研究所第3代理事長、電気学会第49代会長・名誉員、日本学術会議第5-7期会員、元関西電力顧問。